# چالچوآپا
چالچوآپا (به اسپانیایی: Chalchuapa) شهری در السالوادور است که در استان سانتا آنا در ناحیهٔ السالوادور غربی، واقع شده‌است. شهر چالچوآپا در دره‌ای وسیع و در ۶۵۰ متری بالاتر از سطح دریا قرار دارد.

## خصوصیات
چالچوآپا ۷۲٬۷۲۸ نفر جمعیت دارد.